# Ангели пазители (сериал)
„Ангели пазители“ (на турски: Melekler Korusun) е турски драматичен телевизионен сериал.

## Сюжет
Мелек живее и работи като шивачка в Айвалък. Тя има дъщеря Ипек,която отглежда сама.Най-голямото желание на Мелек е дъщеря й да се изучи и да си намери престижна работа. Ипек е приета да учи медицина и майка й е много щастлива. Момичето,обаче иска да стане актриса, но Мелек не е съгласна и не я подкрепя. 
Ипек заминава в Истанбул и се записва на курс по актьорско майсторство. В големия град тя се справя трудно сама,среща както приятели, така и врагове. В крайна сметка Мелек озъснава,че трябва да подкрепи детето си и заминава при нея в Истанбул, за да й помогне за сбъдне мечтата си.

## Излъчване
| Сезон | Сезон | Начало на сезона | Край на сезона | Епизоди | Всички епизоди | ТВ сезон    | ТВ канал |
| ----- | ----- | ---------------- | -------------- | ------- | -------------- | ----------- | -------- |
|       | 1     | 1 януари 2009    | 27 юли 2009    | 29      | 1 – 29         | 2009        | Show TV  |
|       | 2     | 21 август 2009   | 6 август 2010  | 42      | 30 – 73        | 2009 – 2010 | Show TV  |

## Излъчване в България
| Сезон | Сезон | Начало на сезона   | Край на сезона     | Епизоди | Всички епизоди | ТВ сезон       | ТВ канал     |
| ----- | ----- | ------------------ | ------------------ | ------- | -------------- | -------------- | ------------ |
|       | 1     | 7 октомври 2013 г. | 28 ноември 2013 г. | 39      | 1 – 39         | 2013 г.        | bTV          |
|       | 2     | 29 ноември 2013 г. | 7 април 2014 г.    | 84      | 40 – 124       | 2013 – 2014 г. | bTV/bTV Lady |

## Актьорски състав
- Йозге Йозпиринчджи – Ипек Ташкър-Юстюнкая
- Селин Шекерджи – Йозгюр Челикли
- Рожда Демирер – Есин Кьомюрджю-Тюлек
- Хюмейра – Мелек Ташкър
- Серкан Алтунорак – Еркан Тюлек
- Алпер Салдъран – Баръш Юстюнкая
- Джем Акташ – Дениз Меневиш
- Авни Ялчън – Салих Меневиш
- Махпери Мертоглу – Муала Дибек-Шекер
- Йълдъз Кюлтюр – Кехрибар Дибек
- Джансън Йозйосун – Ейлюл Угар
- Танер Барлаш – Бурхан Аксу
- Мустафа Туран – Касъм
- Йомер Кьосе – Шенер
- Шамил Кафкас – Февзи Шекер
- Фуля Йозджан Юндюз – Емел
- Гьоктай Тосун – Бирол Кьомюрджю
- Шебнем Догуер Тачал – Серпил Юстюнкая
- Джерен Шекерджиоглу – Аслъ
- Шебнем Гюрсой – Ясемин Меневиш
- Зейнеп Кьосе – Нергис
- Ромина Йозипекчи – Джавидан Акарсу
- Еврен Бингьол – Мерт Сарачел

## В България
В България започва излъчване на 27 май 2013 г. по интернет платформата на bTV Voyo.bg, а по bTV започва на 7 октомври и спира на 14 март 2014 г. На 17 март е показано продължението по bTV Lady и завършва на 7 април. Ролите се озвучават от Петя Абаджиева, Милена Живкова, Даниела Горанова, Здравко Методиев и Владимир Колев.